# Battista Bardanzellu

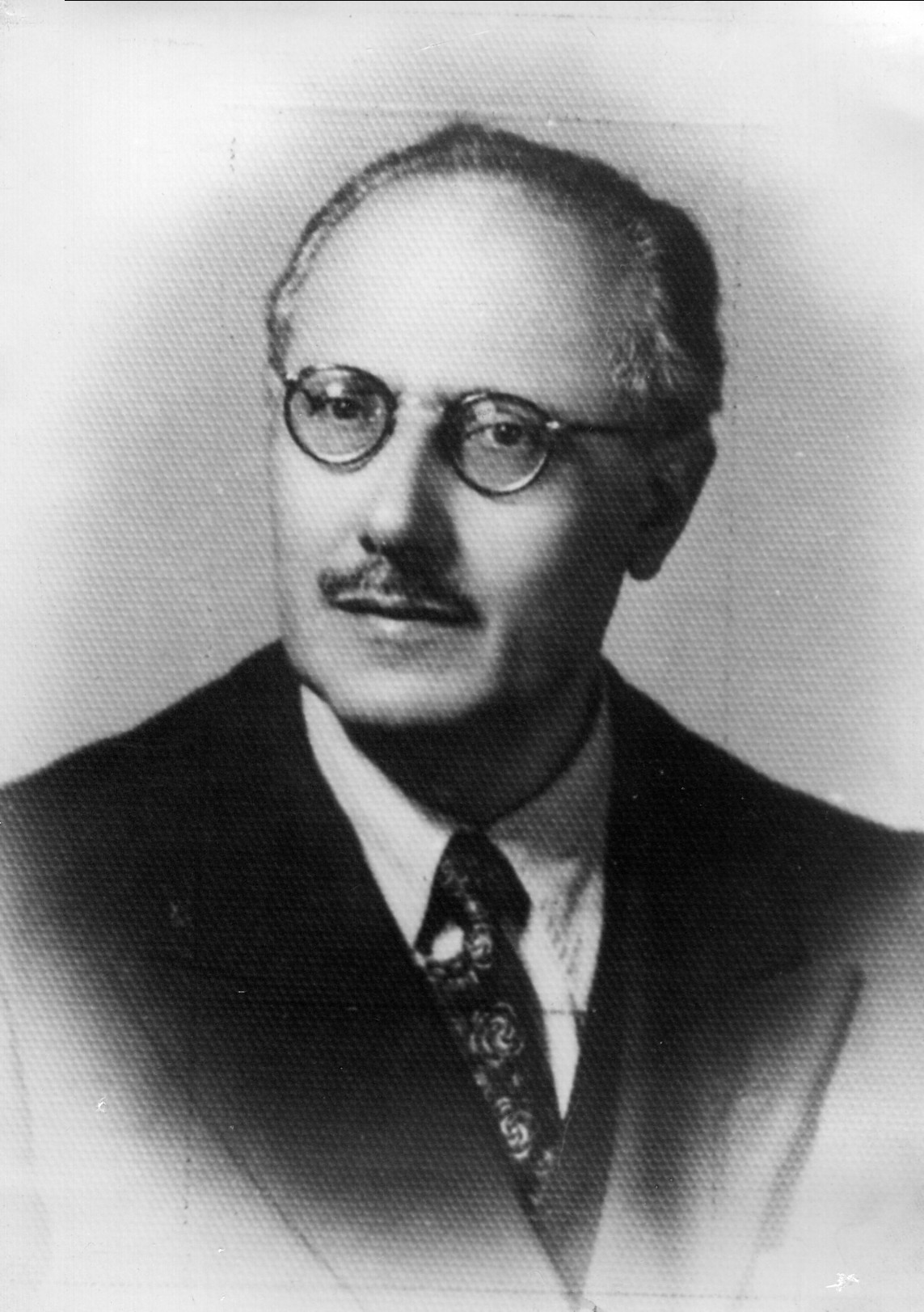
Battista Bardanzellu

Battista Bardanzellu (Olbia, 16 settembre 1885 – Roma, 31 gennaio 1956) è stato un avvocato, giurista e politico italiano, esponente del Partito Repubblicano Italiano.

## Biografia
Lasciò la Sardegna giovanissimo e si stabilì a Roma, dove si laureò alla Sapienza, nei primi anni del '900. Aderì al mazzinianesimo e, nel 1906, si iscrisse al Partito Repubblicano Italiano. Coerente con le sue idee interventiste, si arruolò volontario nella prima guerra mondiale, come sottotenente dei bersaglieri.
Antifascista, fu inserito dal regime nell'elenco dei "sovversivi" del Casellario Politico Centrale per la sua frequentazione degli antichi compagni di partito (Oronzo Reale, Giulio Andrea Belloni e Federico Comandini).
Durante l'occupazione nazista fu un elemento di spicco della Resistenza repubblicana, comandante di una Brigata Mazzini, che operava unitariamente con le squadre romane del Partito d'Azione.
Nell'immediato secondo dopoguerra fu tra i rifondatori del PRI, insieme a Giovanni Conti, Randolfo Pacciardi e Cipriano Facchinetti; componente della Direzione nazionale dal 1945 sino al 1954, fu per circa dieci anni il responsabile amministrativo del partito e de La Voce Repubblicana.
Ha perso la grande occasione politica alle elezioni dell'Assemblea Costituente tenutesi contemporaneamente al referendum del 2 giugno 1946: la lista dei candidati del PRI, ove era inserito ai primi posti nel collegio della regione Sardegna, infatti, venne esclusa per motivi formali dalla Corte d'appello di Cagliari. Sfortunata fu anche la sua successiva partecipazione alle elezioni della Camera dei deputati nel 1948 e nel 1953.
Dal 1946 al 1956 fu eletto per tre volte consigliere comunale di Roma; nominato assessore nella prima giunta di Salvatore Rebecchini (1946), si dimise immediatamente essendo contrario alla formazione di una maggioranza insieme ai Monarchici e ai Qualunquisti.
Dopo cinque anni di opposizione (1947-52), fu il principale esponente che guidò il PRI romano alla formazione di una nuova maggioranza (III giunta Rebecchini) insieme ai democristiani, ai liberali e ai socialdemocratici. Dal 1952 al 1956 ha rivestito l'incarico di Assessore al patrimonio del Comune di Roma.
Nella professione forense, la sua attività si specializzò particolarmente nelle vertenze immobiliari. Condusse per circa dieci anni la Rivista Universale Giurisprudenza e dottrina dell'editore Ciolfi; negli anni '30, ha tenuto una rubrica fissa sulla rivista bimestrale La giurisprudenza della proprietà edilizia e, nel 1936, i suoi articoli furono raccolti nel volume Giurisprudenza civile e del lavoro, cit. È stato consulente legale della "Confederazione italiana della Proprietà edilizia", vicepresidente de "Le Assicurazioni d'Italia", consigliere d'amministrazione dell'INA, consigliere delegato della Società Roma Nord, consigliere d'amministrazione dell'ACEA.
Dopo la sua morte, la città Roma gli ha dedicato un grande viale nel quartiere Colli Aniene.

## Opere
- Sublocazioni e rapporto di parentela e di affinità, in Proprietà Edilizia, 1934, 337.
- Il contratto di lavoro per custodi giardinieri di ville private, in Mass. Giur. Lav., 1934, 477.
- La giurisprudenza della proprietà edilizia: Giurisprudenza civile e del lavoro. Giurisprudenza tributaria, Roma, 1936.
- Le nuove norme sulla convalida della licenza e di sfratto, Roma, 1936.